# Paranthropus boisei
Paranthropus boisei, eller Australopithecus boisei, är en fossil förmänniska från Afrika. Tidigare känd som Zinjanthropus boisei, eller mera populärt "Zinj". Forskare är inte eniga om huruvida arten bör placeras i släktet Australopithecus eller tillsammans med arterna aethiopicus och robustus i släktet Paranthropus.  Karakteristiskt för boisei är de mycket kraftiga kindtänderna, och de stora tuggmusklerna fästa i en benkam på hjässan. Dessa drag tyder på att den var anpassad för en mycket hårdtuggad diet, kanske hårda frön och rötter, och har givit den populärnamnet "nötknäckarmänniskan". På senare år har detta dock ifrågasatts och man tror att de stora platta kindtänderna snarare var till för att äta gräs.